# Françoise van Luxemburg-Ligny
Françoise van Luxemburg-Ligny († 17 juni 1566), Frans: Françoise de Luxembourg-Ligny, was een Franse gravin uit het Huis Luxemburg-Ligny (een zijlinie van het Huis Luxemburg) en door huwelijk achtereenvolgens markgravin van Baden-Baden en gravin van Nassau-Idstein. Ze was bezitster van de heerlijkheid Roussy.

## Biografie
Françoise was de tweede dochter van Karel I van Luxemburg-Ligny en Charlotte d'Estouteville. Haar vader was graaf van Brienne, Ligny en Roussy, burggraaf van Machault, baron van Rameru en Piney, gouverneur van Parijs en het Ile-de-France, en luitenant-generaal in het Franse leger. Haar moeder was vrouwe van Beyne. Na het overlijden van haar vader op 4 december 1530 kwam Françoise in het bezit van de heerlijkheid Roussy, de door haar vader gevoerde titel graaf van Roussy ging echter naar haar broer Lodewijk.
Françoise huwde in 1535 met markgraaf Bernhard III van Baden-Baden (7 oktober 1474 – Baden, 9 november 1536). Het huwelijkscontract werd gesloten op 19 maart 1533. Uit dit huwelijk werden geboren:
1. Filibert (Baden, 22 januari 1536  – (gesneuveld) bij Montcontour, 3 oktober 1569), volgde zijn vader op.
2. Christoffel II (26 februari 1537 – Rodemachern, 2 augustus 1575), volgde zijn vader op.

Bernhard overleed al een jaar na het huwelijk, zoon Christoffel werd postuum geboren.
De voogdij over de kinderen werd gevoerd door paltsgraaf Johan II van Simmern, graaf Willem van Eberstein, en in plaats van de door zijn moeder voorgestelde, door markgraaf Ernst van Baden-Durlach, die zelf de voogdij over zijn neven opeiste, wegens zijn lutherse overtuiging aangevochten paltsgraaf Ruprecht van Veldenz, hertog Willem IV van Beieren, de echtgenoot van Bernhards nicht oomzegger Maria Jacobea van Baden. De jaren van de voogdij waren gevuld met geschillen met markgraaf Ernst die deels nog voortkwamen uit de tijd dat deze met Bernhard de erfenis van de derde broer, markgraaf Filips I van Baden, gedeeld had. Pas geleidelijk aan lukte het door een reeks verdragen de verhouding tussen de twee Badense linies min of meer bevredigend te herstellen. Willem IV van Beieren gebruikte zijn invloed als voogd om de lutherse leer, die onder Bernhard III in het markgraafschap ingang had gevonden, in overeenstemming met Françoise, geleidelijk aan weer te verdringen.
Françoise hertrouwde op 19 april 1543 met graaf Adolf IV van Nassau-Idstein (1518 – Idstein, 5 januari 1556). Uit dit huwelijk werden geboren:
1. Anna Amalia (1544 – Dillenburg, 1559).
2. Magdalena (1546 – Virneburg, 16 april 1604[3][9]), huwde op 9 september 1566 met graaf Joachim van Manderscheid († 9 september 1582).
3. Elisabeth (jong overleden).

In 1554 verdeelde Françoise's schoonvader Filips I ‘der Altherr’ van Nassau-Wiesbaden zijn bezittingen tussen zijn twee oudste zoons. Filips II ‘der Jungherr’ werd graaf van Nassau-Wiesbaden, en Adolf werd graaf van Nassau-Idstein. Adolf overleed al op 5 januari 1556, zijn broer Filips was zijn erfgenaam.
Françoise overleed op 17 juni 1566. In haar testament vermaakte ze de heerlijkheid Roussy aan haar dochter Magdalena. Françoise werd begraven in Marienthal.

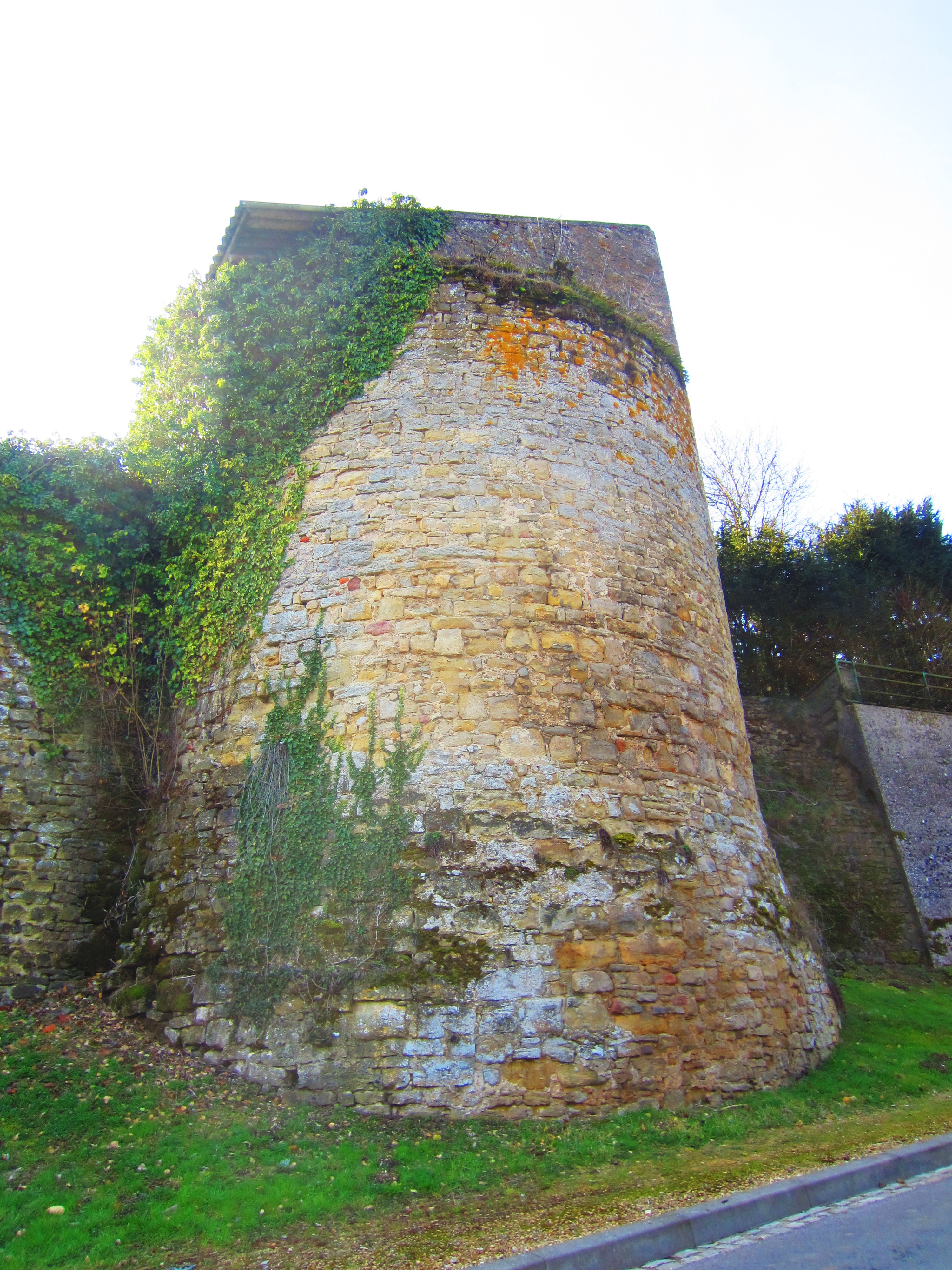
De ruïne van de donjon van de Burcht Roussy
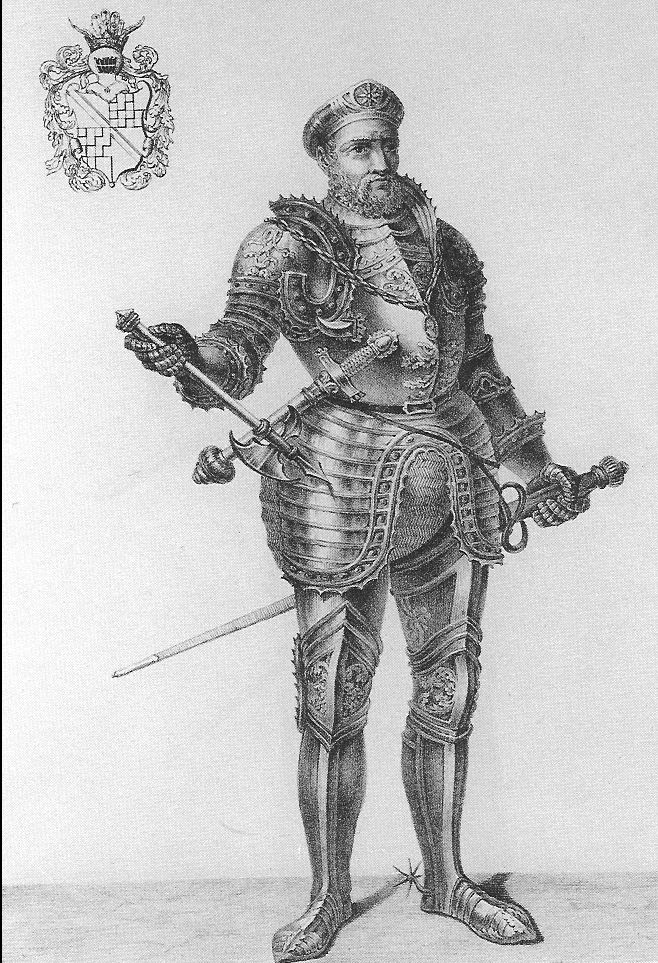
Bernhard III van Baden-Baden
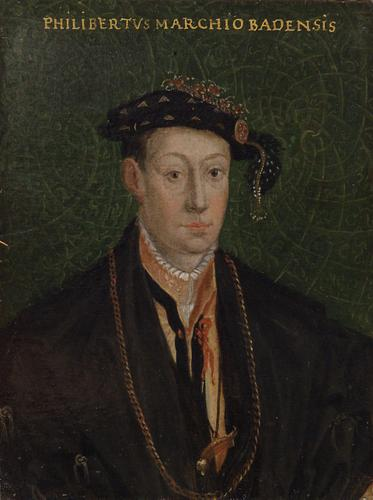
Filibert van Baden-Baden
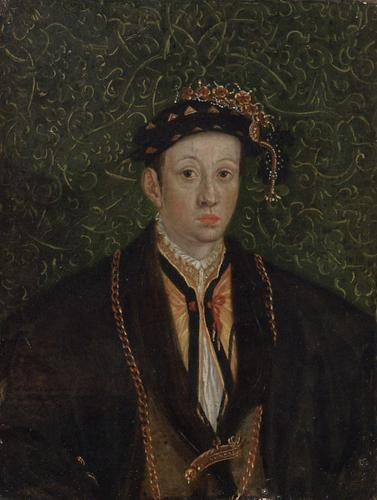
Christoffel II van Baden-Rodemachern
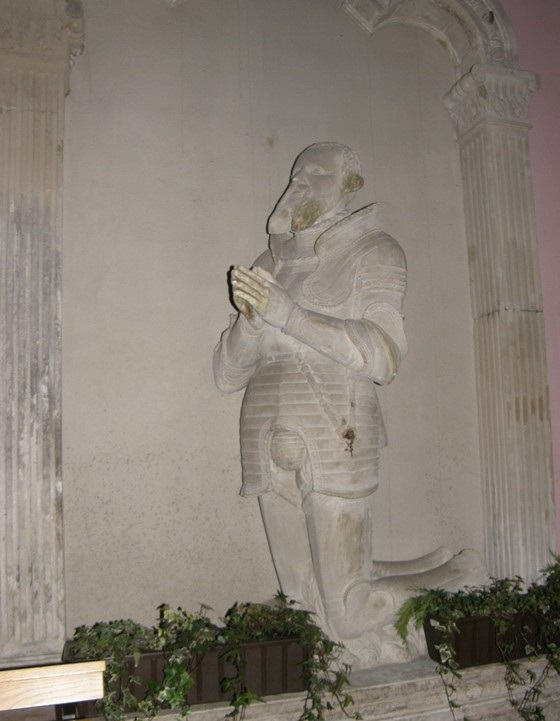
Adolf IV van Nassau-Idstein
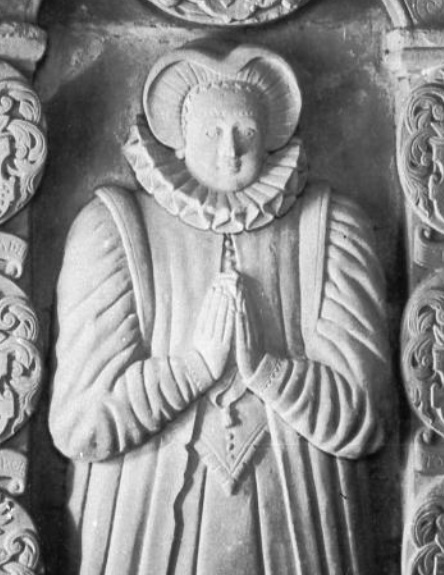
Magdalena van Nassau-Idstein

## Voorouders
| Voorouders van Françoise van Luxemburg-Ligny | Voorouders van Françoise van Luxemburg-Ligny                                        | Voorouders van Françoise van Luxemburg-Ligny                                    | Voorouders van Françoise van Luxemburg-Ligny                             | Voorouders van Françoise van Luxemburg-Ligny                             | Voorouders van Françoise van Luxemburg-Ligny                             | Voorouders van Françoise van Luxemburg-Ligny                             | Voorouders van Françoise van Luxemburg-Ligny                             | Voorouders van Françoise van Luxemburg-Ligny                             |
| -------------------------------------------- | ----------------------------------------------------------------------------------- | ------------------------------------------------------------------------------- | ------------------------------------------------------------------------ | ------------------------------------------------------------------------ | ------------------------------------------------------------------------ | ------------------------------------------------------------------------ | ------------------------------------------------------------------------ | ------------------------------------------------------------------------ |
| Betovergrootouders                           | Peter I van Luxemburg-Saint-Pol (1390–1433) ⚭ 1405 Margaretha del Balzo (1394–1469) | Robert van Bar (ca. 1390–1415) ⚭ 1409 Johanna van Béthune (?–1450)              | Jan II van Croÿ (?–1472) ⚭ ca. 1428 Maria van Lalaing (?–na 1467)        | Vincent van Meurs (?–1499) ⚭ 1435 Anna van Palts-Simmern (1413–na 1468)  | ? (?–?) ⚭ ? (?–?)                                                        | ? (?–?) ⚭ ? (?–?)                                                        | ? (?–?) ⚭ ? (?–?)                                                        | ? (?–?) ⚭ ? (?–?)                                                        |
| Overgrootouders                              | Lodewijk van Luxemburg-Saint-Pol (1418–1475) ⚭ 1435 Johanna van Bar (1415–1462)     | Lodewijk van Luxemburg-Saint-Pol (1418–1475) ⚭ 1435 Johanna van Bar (1415–1462) | Filips I van Croÿ (?–1482) ⚭ Walpurga van Meurs (?–?)                    | Filips I van Croÿ (?–1482) ⚭ Walpurga van Meurs (?–?)                    | ? (?–?) ⚭ ? (?–?)                                                        | ? (?–?) ⚭ ? (?–?)                                                        | ? (?–?) ⚭ ? (?–?)                                                        | ? (?–?) ⚭ ? (?–?)                                                        |
| Grootouders                                  | Anton I van Luxemburg-Ligny (?–1519) ⚭ Françoise van Croÿ (?–?)                     | Anton I van Luxemburg-Ligny (?–1519) ⚭ Françoise van Croÿ (?–?)                 | Anton I van Luxemburg-Ligny (?–1519) ⚭ Françoise van Croÿ (?–?)          | Anton I van Luxemburg-Ligny (?–1519) ⚭ Françoise van Croÿ (?–?)          | Jacques d'Estouteville (?–?) ⚭ ? (?–?)                                   | Jacques d'Estouteville (?–?) ⚭ ? (?–?)                                   | Jacques d'Estouteville (?–?) ⚭ ? (?–?)                                   | Jacques d'Estouteville (?–?) ⚭ ? (?–?)                                   |
| Ouders                                       | Karel I van Luxemburg-Ligny (1488–1530) ⚭ Charlotte d'Estouteville (?–?)            | Karel I van Luxemburg-Ligny (1488–1530) ⚭ Charlotte d'Estouteville (?–?)        | Karel I van Luxemburg-Ligny (1488–1530) ⚭ Charlotte d'Estouteville (?–?) | Karel I van Luxemburg-Ligny (1488–1530) ⚭ Charlotte d'Estouteville (?–?) | Karel I van Luxemburg-Ligny (1488–1530) ⚭ Charlotte d'Estouteville (?–?) | Karel I van Luxemburg-Ligny (1488–1530) ⚭ Charlotte d'Estouteville (?–?) | Karel I van Luxemburg-Ligny (1488–1530) ⚭ Charlotte d'Estouteville (?–?) | Karel I van Luxemburg-Ligny (1488–1530) ⚭ Charlotte d'Estouteville (?–?) |